# 帕雅
帕雅（phja），又作叭，为傣语音译（其原意为“官”），是历史上西双版纳傣族的头人称号。
在西双版纳傣族的土司制度中，车里宣慰使司所辖各勐土司（召勐）署内有三至五个负责管理事务的头人，被称为“大叭”。大叭中为首的则被称为“叭诰”，即“总叭”或总头人。这些头人是各勐议事庭（勒贯）的主要成员。其中大勐的叭诰为议事庭副庭长，庭长则称为“召贯”。小勐则一般没有召贯，叭诰便担任议事庭庭长之职。
而各勐所属村寨的头人也会被土司授予“叭”的头衔，一般称为“小叭”，职位相当于寨长。其地位高于鲊或𩶤。此外，村寨中一些有专长之人有时也会被授予“叭”的称号，并作为尊称冠于其本名之上。